# Operacja Wikinger
Operacja Wikinger – nieudana operacja niemieckich niszczycieli przeciwko brytyjskiemu rybołówstwu w lutym 1940 roku. Operacja zakończyła się niepowodzeniem, ze względu na słabą komunikację i niedostateczną współpracę między Kriegsmarine a Luftwaffe, a także ze względu na małe doświadczenie biorących w niej udział.
W lutym 1940 roku samoloty rozpoznawcze Luftwaffe wykryły na Morzu Północnym, w regionie Dogger Bank, flotyllę 60 brytyjskich trawlerów rybackich. Wedle prognoz niemieckich sztabowców rozgromienie tej flotylli zmusiłoby Royal Navy do wydelegowania znacznej liczby okrętów dla ochrony rybaków, a to spowodowałoby rozproszenie jej sił. W operacji wzięło udział sześć niemieckich niszczycieli: „Leberecht Maass”, „Max Schultz”, „Richard Beitzen”, „Friedrich Eckoldt”, „Erich Koellner” i „Theodor Riedel”. Wszystkie należały do I Flotylli Niszczycieli. Operacją dowodził komandor Fritz Berger, a otrzymała ona kryptonim „Wikinger”. W tym samym czasie X Korpus Lotniczy Luftwaffe przeprowadzał planowaną, lecz z różnych powodów odkładaną na później operację na Morzu Północnym przeciwko brytyjskim okrętom.
Operacja rozpoczęta została 19 lutego 1940 roku o godzinie 19:00. Flotylla wyruszyła bez żadnej lotniczej osłony. 22 lutego 1940 ok. 19.45 niemiecki niszczyciel „Leberecht Maass” został omyłkowo zbombardowany przez niemiecki bombowiec Heinkel He 111 z eskadry 4./KG 26. Niszczyciel zatonął na północny zachód od wyspy Borkum, zginęło 282 ludzi jego załogi. „Max Schultz” prawdopodobnie wszedł na pola minowe w celu uniknięcia omyłkowego ataku ze strony Luftwaffe. Zatonął na północny zachód od wyspy Borkum, z całą załogą 308 ludzi. „Theodor Riedel” atakując domniemany okręt podwodny, doznał uszkodzeń steru od wybuchów własnych bomb głębinowych.
Nikt nie poniósł konsekwencji za ten błąd, wedle oficjalnej wersji winnym był pilot He 111.